# Agonandra excelsa
Agonandra excelsa är en tvåhjärtbladig växtart som beskrevs av August Heinrich Rudolf Grisebach. Agonandra excelsa ingår i släktet Agonandra och familjen Opiliaceae. Inga underarter finns listade i Catalogue of Life.